# Communes de la ville métropolitaine de Messine
- Haut – A
- B
- C
- D
- E
- F
- G
- H
- I
- J
- K
- L
- M
- N
- O
- P
- Q
- R
- S
- T
- U
- V
- W
- X
- Y
- Z

## A
- Acquedolci
- Alcara Li Fusi
- Alì
- Alì Terme
- Antillo

## B
- Barcellona Pozzo di Gotto
- Basicò
- Brolo

## C
- Capizzi
- Capo d'Orlando
- Capri Leone
- Caronia
- Casalvecchio Siculo
- Castel di Lucio
- Castell'Umberto
- Castelmola
- Castroreale
- Cesarò
- Condrò

## F
- Falcone
- Ficarra
- Fiumedinisi
- Floresta
- Fondachelli-Fantina
- Forza d'Agrò
- Francavilla di Sicilia
- Frazzanò
- Furci Siculo
- Furnari

## G
- Gaggi
- Galati Mamertino
- Gallodoro
- Giardini-Naxos
- Gioiosa Marea
- Graniti
- Gualtieri Sicaminò

## I
- Itala (Italie)

## L
- Leni
- Letojanni
- Librizzi
- Limina
- Lipari
- Longi

## M
- Malfa
- Malvagna
- Mandanici
- Mazzarrà Sant'Andrea
- Merì
- Messine
- Milazzo
- Militello Rosmarino
- Mirto
- Mistretta
- Mojo Alcantara
- Monforte San Giorgio
- Mongiuffi Melia
- Montagnareale
- Montalbano Elicona
- Motta Camastra
- Motta d'Affermo

## N
- Naso (Italie)
- Nizza di Sicilia
- Novara di Sicilia

## O
- Oliveri

## P
- Pace del Mela
- Pagliara
- Patti
- Pettineo
- Piraino

## R
- Raccuja
- Reitano
- Roccafiorita
- Roccalumera
- Roccavaldina
- Roccella Valdemone
- Rodì Milici
- Rometta

## S
- San Filippo del Mela
- San Fratello
- San Marco d'Alunzio
- San Pier Niceto
- San Piero Patti
- San Salvatore di Fitalia
- San Teodoro
- Sant'Agata di Militello
- Sant'Alessio Siculo
- Sant'Angelo di Brolo
- Santa Domenica Vittoria
- Santa Lucia del Mela
- Santa Marina Salina
- Santa Teresa di Riva
- Santo Stefano di Camastra
- Saponara
- Savoca
- Scaletta Zanclea
- Sinagra
- Spadafora

## T
- Taormine
- Terme Vigliatore
- Torregrotta
- Torrenova
- Tortorici
- Tripi
- Tusa

## U
- Ucria

## V
- Valdina
- Venetico
- Villafranca Tirrena